# 藤原武志
藤原 武志（ふじわら たけし、1962年10月5日 - ）は、日本の実業家。キュテラ株式会社 社長。

## 略歴
- 愛知県出身、名古屋電気通信工学院　ロボット制御研究科を1982年卒業
- 1982年～1983年　東芝生産技術研究所にて業務、ロボットの開発
- 1984年～1989年　東芝精機株式会社　制御技術部　自動器械の制御設計に従事
- 1989年～1999年　富士フィルム株式会社のドイツ子会社　Fuji Magnetics GmbH（ドイツ）技術部門　製造施設の改善増設、新規製造の導入（写ルンですなど）
- 1999年～2004年　ガンブロ株式会社（世界第2位の透析医療機器のスウェーデンの医療機器メーカー）取締役　工場長　ベストパフォーマンスの工場として表彰
- 2003年～2013年　ガンブロ株式会社　代表取締役　社長　世界ベストリーダーとして表彰 世界初　サイトカイン物質を吸着し敗血症に対応した持続緩徐式血液濾過器　セプザイリスの承認取得
- 2014年　一橋大学　MBAにおける優秀な外部講師として表彰される
- 2015年～ 2016年　メンリッケ株式会社（スウェーデンの医療機器メーカー）代表取締役社長
- 2017年～2022年　ビー・ブラウン株式会社（ドイツに本社を置く　ヨーロッパ最大の医療機器メーカー）代表取締役社長 世界発　血管内塞栓促進用補綴材　ヒストアクリルの承認取得
- 2023年　合同会社 TR3（医療機器全般のコンサルタント会社）を設立　（現在休業中）
- 2023年～現在　キュテラ株式会社　（アメリカの美容レーザー機器メーカー）社長
- 2025年　US Inc 社より2025年に注目すべき日本の最も著名なゼネラルマネージャー（Japan's Most Prominent General Manager to Follow in 2025）に選出される[1]。

## 業界活動
- 日本医療器材工業会（現在MT-JAPANに名称を変更）監事（2003年～2013年）
- MT-JAPAN（Medical Technology Japan）理事　総合インプラント部会（2017年～2022年）
- 日本医療機器工業会：理事　UDI委員会（2017年～2022年）
- EBC（European　Business Council）Executive Operating Board（2012年～2020年）
- EBC（European　Business Council） 医療機器・IVD委員会副会頭（2008年～2022年）
- AHK　ドイツ商工会議所　理事（2021年～2022年）
- SCCJ スウェーデン　商工会議所　理事　副会頭　Board of Trusty（2010～現在）
- 日本スウェーデン 協会　理事（2012年～現在）